# Аджаяраджа I
Аджаяраджа I (гінді अजयराज प्रथम; д/н — 734) — 4-й нріпа Сакамбхарі бл. 721—734 роках. Він також відомий як Джаяраджа, Аджаяпала Чаква або Аджаяпала Чакрі.

## Життєпис
Походив з раджпутського клану Чаухан. Син або інший родич Самантараджи, можливо походив з іншої гілки, що вела від Васудеви. Після смерті брата Нарадеви посів трон близько 721 року.
Відповідно до хроніки «Прітхвіраджа Віджая» був великим воїном, який переміг кількох ворогів. Йдеться про якісь сусідні племена. Також можливі збройні конфлікти з Яшоварманом, магараджахіраджею Антарведі.
Деякий час вважалося, що першим прийняв титул магараджи, але сучасні дослідження це не підтверджують. Також вважається засновником фортеці (дурги) Аджаямеру, зведений ймовірно для захисту північнозахідних володінь. 
Помер Аджаяраджа I близько 734 року. Йому спадкував син Віґрахараджа I.